# Jenny Adler
Jenny Adler (* 24. April 1983 in Suhl) ist eine ehemalige deutsche Biathletin.

## Werdegang
Adler begann als Sechsjährige mit Leichtathletik und Skilanglauf. Mit elf Jahren wechselte sie zum Biathlon, mit zwölf an das Sportgymnasium Oberhof. Sie startet für den WSV Oberhof 05. Die Zollwachtmeisterin studiert derzeit an einer Fernuniversität. Ihre Trainer sind oder waren unter anderem Alfred Wollschläger, Herbert Wiegand, Manfred Geyer und Harald Böse.
Jenny Adler war vor allem als Juniorin außergewöhnlich erfolgreich, konnte diese Erfolge aber nur selten bei den Senioren bestätigen. Ihre ersten Juniorenweltmeisterschaften waren 2001 in Chanty-Mansijsk. Hier gewann sie Gold in der Verfolgung, Silber im Sprint und Bronze mit der Staffel, zu der auch Romy Beer gehörte. Im folgenden Jahr in Ridnaun gewann sie erneut Silber im Sprint, Gold in der Verfolgung und dieses Mal auch mit der Staffel (unter anderem mit Ute Niziak). 2003 waren ihre einzigen Juniorentitelkämpfe ohne Goldmedaille. In Kościelisko gewann sie dennoch Silber mit der Mannschaft. Im Sprint als Fünfte und als Vierte in der Verfolgung erreichte sie trotzdem gute Platzierungen. Ihre letzten Weltmeisterschaften waren 2005 in Haute-Maurienne. Im Sprint wurde sie Sechste, gewann aber alle anderen Rennen: Einzel, Verfolgung und die Staffel, der auch Magdalena Neuner angehörte. Weitere Erfolge im Juniorenbereich waren der Gewinn des Junioren-Gesamt-Europacups 2000/01, 2001/02 und 2003/04. Deutsche Juniorenmeisterin wurde sie 2001 (Sprint), 2002 (Sprint und Verfolgung) und 2004 (Einzel). Hinzu kommt der Gewinn der Titel im Einzel und mit der Staffel bei den Junioreneuropameisterschaften 2002.
2001 wurde Adler erstmals in einem Europacupsprint in Ridnaun eingesetzt und wurde Dritte. Ihren ersten von insgesamt zehn Siegen bei Europacuprennen (davon einer mit der Staffel) errang sie 2003. 2005 kam Adler in Ruhpolding erstmals zu Einsätzen im Biathlon-Weltcup und wurde 36. im Sprint sowie 22. in der Verfolgung. Es sollte ihr bestes Weltcupergebnis bleiben, bis sie bei der letzten Weltcupstation der Saison 2006/07 in Khanty-Mansiysk als eine der zehn bestplatzierten Starterinnen aus dem Europacup antreten durfte und 14. im Sprint wurde. Bis zu ihrem Karriereende wurde sie immer wieder im Weltcup eingesetzt, konnte sich dort jedoch wegen der starken nationalen Konkurrenz nicht dauerhaft etablieren; meist trat sie im Europacup an. Adler nahm nie an Weltmeisterschaften teil, wohl aber an Europameisterschaften: Bei den Europameisterschaften 2002 in Kontiolahti gewann Adler Gold im Junioren-Einzel sowie in der Junioren-Staffel zusammen mit Barbara Ertl und Katharina Echter. 2005 in Nowosibirsk verpasste sie mit der Staffel als Viertplatzierte eine Medaille. 2006 in Langdorf erreichte sie mit der Staffel (mit Magdalena Neuner, Katja Beer und Sabrina Buchholz) den dritten Rang. Im folgenden Jahr kam in Bansko eine weitere Staffel-Silbermedaille hinzu, ebenso 2008 in Nove Mesto.
2008 gab sie ihren Rücktritt vom aktiven Sport offiziell bekannt.

## Biathlon-Weltcup-Platzierungen
Die Tabelle zeigt alle Platzierungen (je nach Austragungsjahr einschließlich Olympische Spiele und Weltmeisterschaften).
- 1.–3. Platz: Anzahl der Podiumsplatzierungen
- Top 10: Anzahl der Platzierungen unter den ersten zehn (einschließlich Podium)
- Punkteränge: Anzahl der Platzierungen innerhalb der Punkteränge (einschließlich Podium und Top 10)
- Starts: Anzahl gelaufener Rennen in der jeweiligen Disziplin

| Platzierung                           | Einzel | Sprint | Verfolgung | Massenstart | Staffel | Gesamt |
| ------------------------------------- | ------ | ------ | ---------- | ----------- | ------- | ------ |
| 1. Platz                              |        |        |            |             |         |        |
| 2. Platz                              |        |        |            |             |         |        |
| 3. Platz                              |        |        |            |             |         |        |
| Top 10                                |        |        |            |             |         |        |
| Punkteränge                           |        | 1      | 1          |             |         | 2      |
| Starts                                | 1      | 8      | 6          |             |         | 15     |
| Stand: nach Ende der Saison 2008/2009 |        |        |            |             |         |        |